# Musée des Chemins de fer à vapeur de Swindon
Le musée du Great Western Railway (STEAM), également connu sous le nom de musée des Chemins de fer à vapeur de Swindon (en anglais : STEAM – Museum of the Great Western Railway ou Swindon Steam Railway Museum), est installé dans une partie des anciennes usines ferroviaires de Swindon — la « ville ferroviaire » du Wiltshire —, en Angleterre.
Le musée, qui couvre 6 500 m², a ouvert ses portes en 2000.

## Situation
Le musée est installé dans un ancien atelier d'ingénierie, construit vers 1842 à partir de décombres équarris du Box Tunnel (en), tunnel de 3 km de long, situé sur la Great Western Main Line (GWML) entre Bath et Chippenham, le plus long tunnel ferroviaire du monde lorsqu'il fut achevé en 1841. Ce bâtiment faisait partie des Ateliers de Swindon du Great Western Railway, l'une des plus grandes usines au monde, en fonctionnement de 1843 à 1986, qui, à son apogée, couvrait plus de 120 ha et produisait jusqu'à trois locomotives par semaine.
La plupart des anciens bâtiments d'usine sont désormais un « village de marques » McArthurGlen. Sur le site se trouvent également le siège du National Trust (dans le bâtiment Heelis (en)) et les bureaux de l'English Heritage.

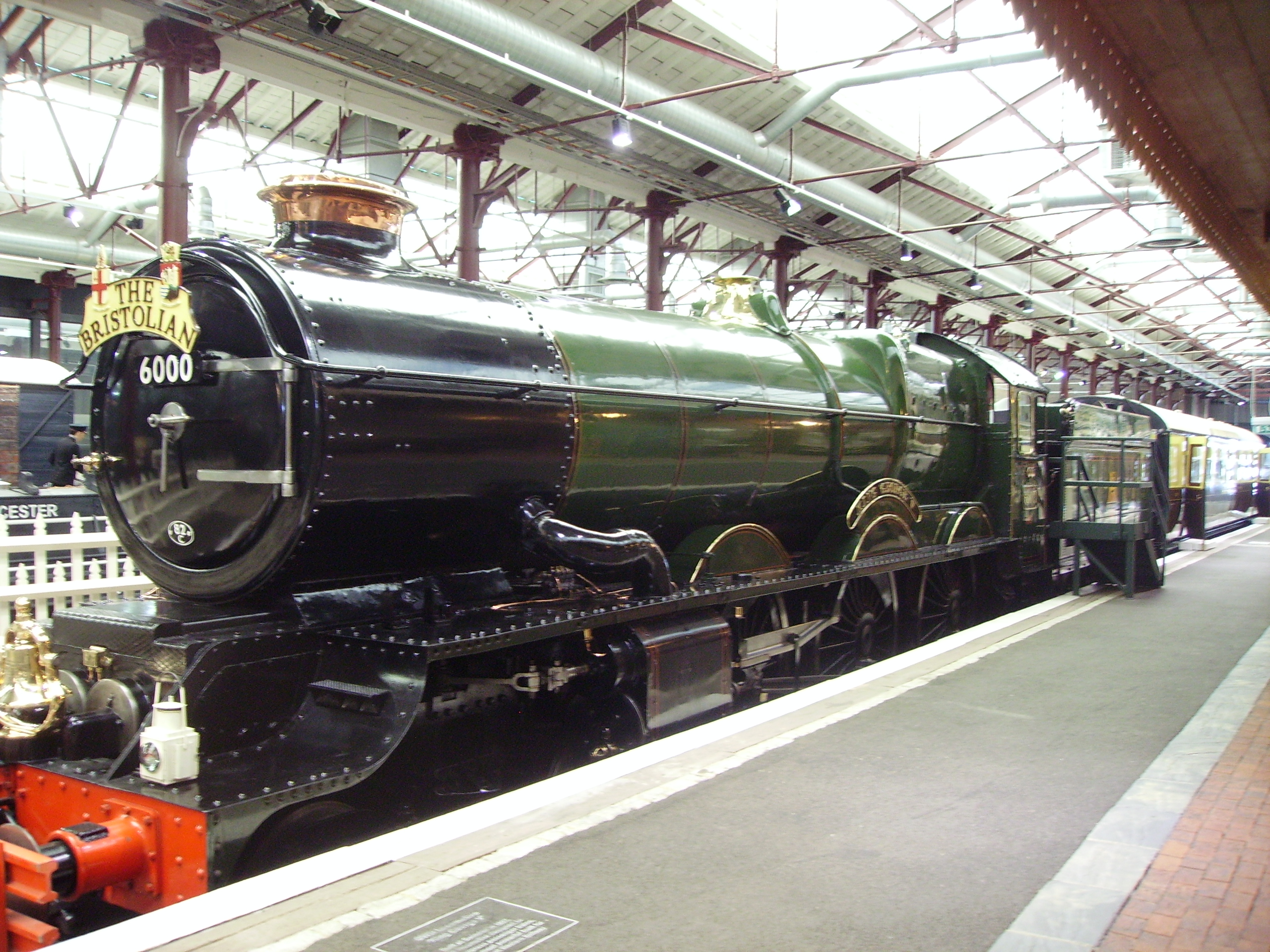
Le « Roi George V » (King George V), arborant l'emblème et les couleurs du Bristolian.
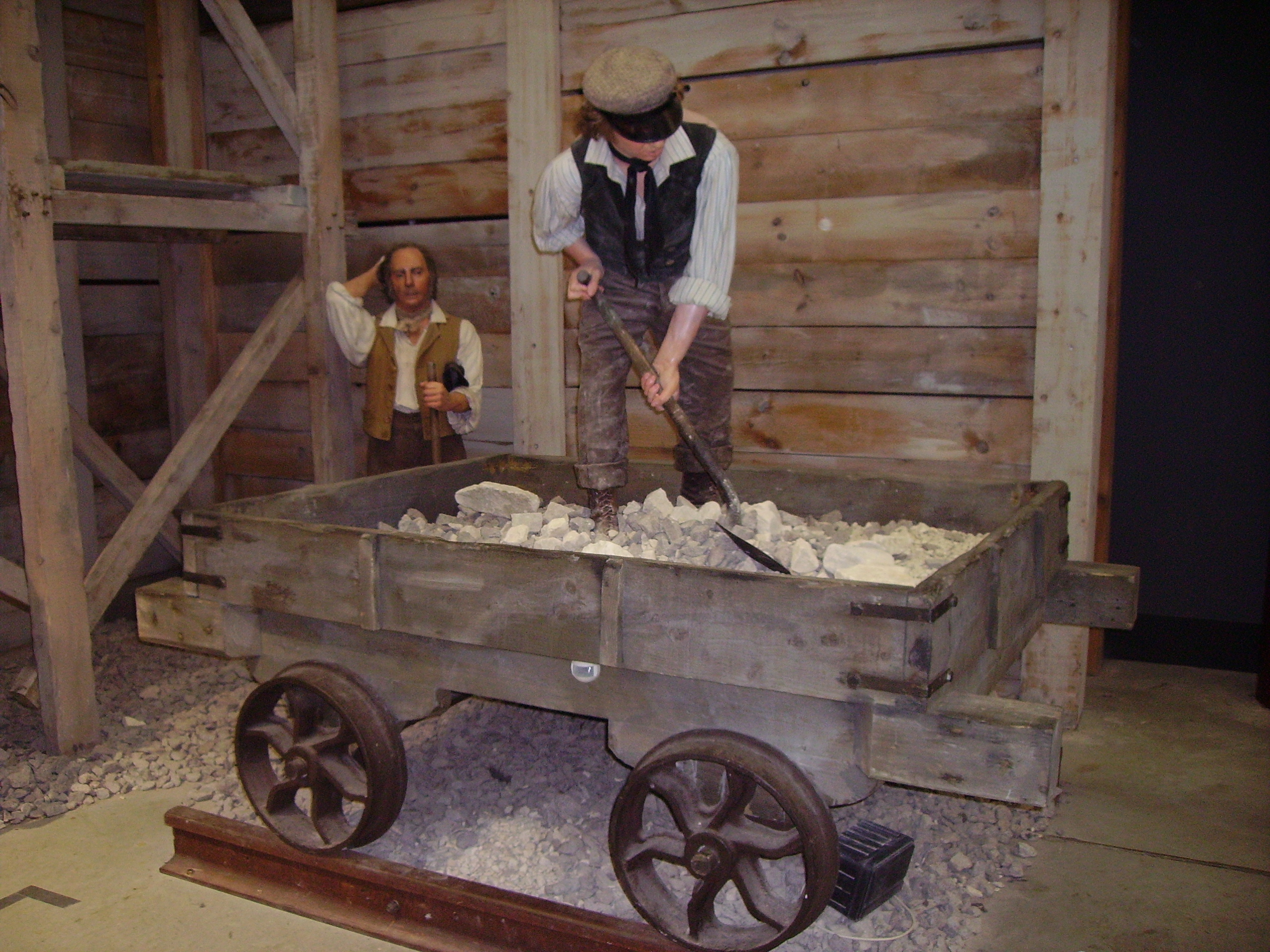
Wagon à ballast.
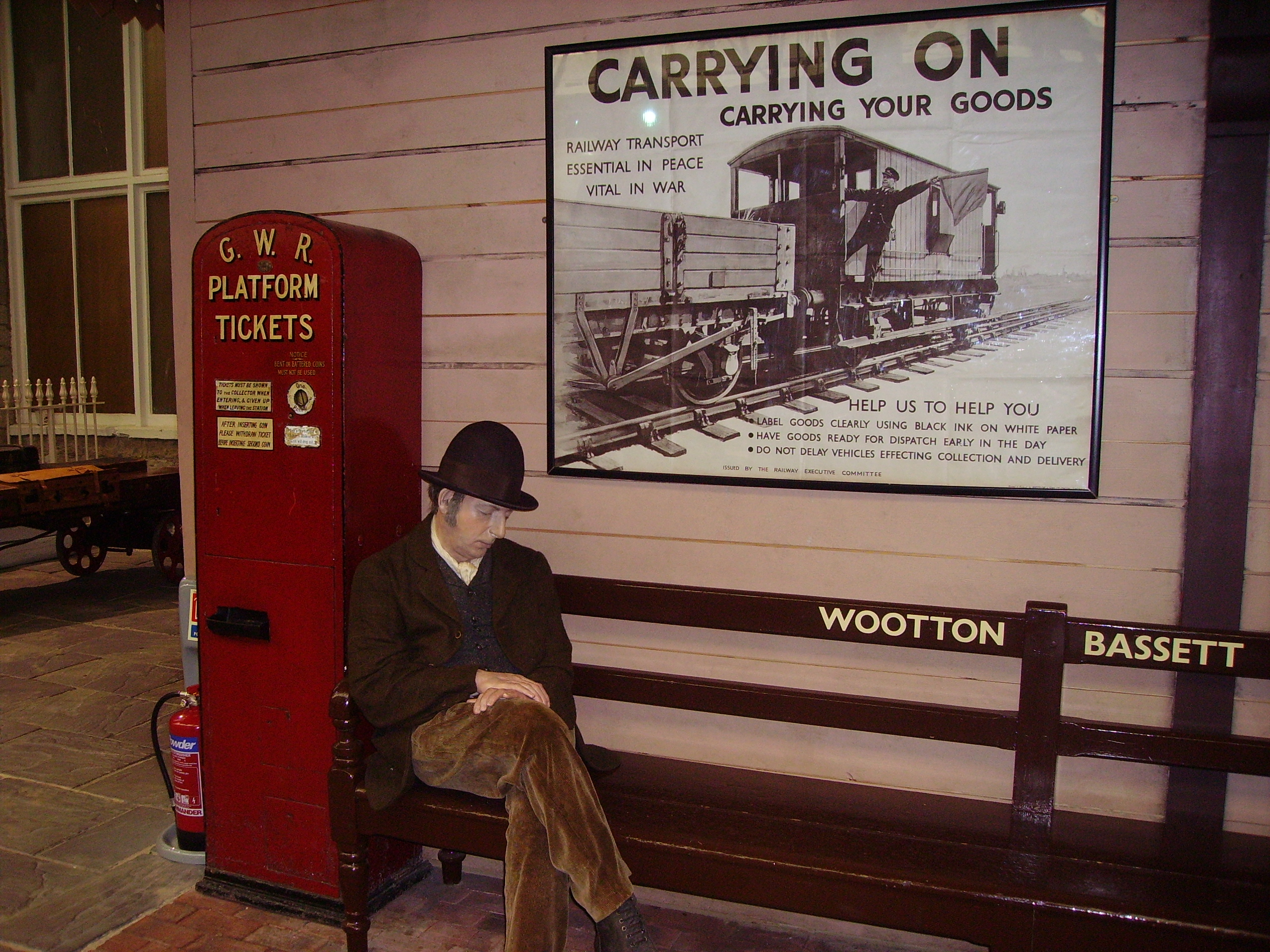
Scène de quai de gare.

## Le musée
Un premier musée GWR avait ouvert ses portes en juin 1962 à Swindon, sur Faringdon Road, juste au sud des anciennes installations ferroviaires,. Ce petit musée GWR présentait cinq locomotives : North Star, 3717 City of Truro, 4003 Lode Star, Dean Goods 2516 et la locomotive à réservoirs latéraux 9400 dans la Churchward Gallery. On y voyait aussi un choix de plaques signalétiques et quelques modèles ferroviaires. Deux salles étaient dédiées à Isambard Kingdom Brunel et Daniel Gooch (en).

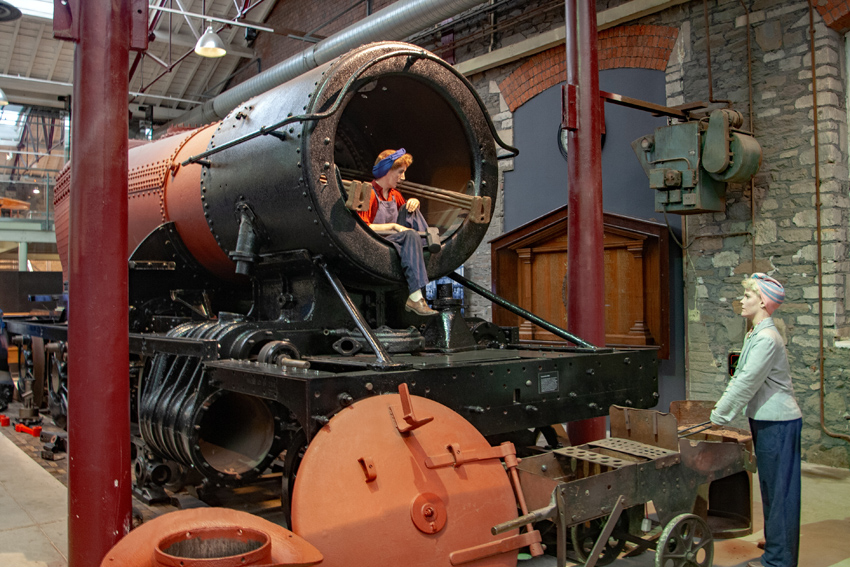
Chaudronneries féminines aux Ateliers de Swindon, en 1943.

Le musée actuel, ouvert en 2000, présente de nombreux objets pour les passionnés de locomotives et de matériel roulant, et raconte l'histoire sociale de la communauté ferroviaire de Swindon, avec des expériences personnelles enregistrées et des archives cinématographiques. Des expositions réalistes montrent des gens au travail et des interactions humaines. Des présentations expliquent la construction des locomotives, du matériel ferroviaire et des chemins de fer eux-mêmes.
On y raconte également l'histoire du Great Western Railway et la vie de l'illustre ingénieur Isambard Kingdom Brunel, qui a dirigé la construction du Great Western Railway à ses origines. D'anciens cheminots enthousiastes sont présents pour donner un aperçu personnel des éléments exposés. Une série de reconstitutions de zones de travail montre les bureaux, magasins, ateliers, postes de signalisation et fonderies.
Le musée possède de vastes archives de livres, de périodiques, de photographies, de dessins et de plans relatifs au Great Western Railway.

## Collections

### Locomotives
Le musée abrite des locomotives GWR de l'époque antérieure à la  nationalisation, dont deux sont les premiers exemplaires de leur classe. La majorité d'entre elles font partie de la collection nationale du Royaume-Uni.
- GWR Star Class North Star : réplique d'une première locomotive à voie large de 2,140 m), collection nationale;

- GWR 2301 Classe 2516 : construite en 1897, collection nationale;

- GWR 2800 Classe 2818 : construit en 1905, propriété du musée STEAM ;

- GWR 3700 Classe 3717 Ville de Truro : construite en 1903. Célèbre pour avoir prétendument fixé une vitesse de 102,4 mph sur Wellington Bank en 1904. Prêté par le National Railway Museum et arrivé aux côtés du 6000 King George V en remplacement du 4003 Lode Star et du GWR Wagon[5] ;

- GWR 4073 Classe 4073 Château de Caerphilly : construite en 1923, collection nationale ;

- GWR 4200 Classe 4248 : construite en 1916. En grande partie démonté pour ressembler à une locomotive en chantier ;

- GWR 6000 Classe 6000 King George V :  Construite en 1927. Prêtée par le National Railway Museum en remplacement du 4003 Lode Star et The GWR Railcar[5] ;

- GWR 7800 Classe 7821 Ditcheat Manor : construite en 1950. Exposé dans le Swindon Designer Outlet à proximité ;

- GWR 9400 Classe 9400 : construit en 1947, collection nationale.

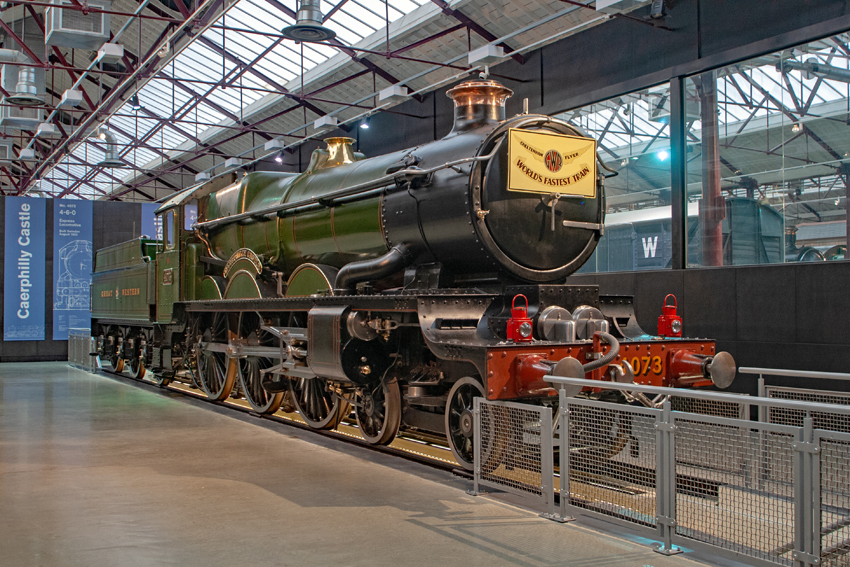
GWR 4073 Caerphilly Castle
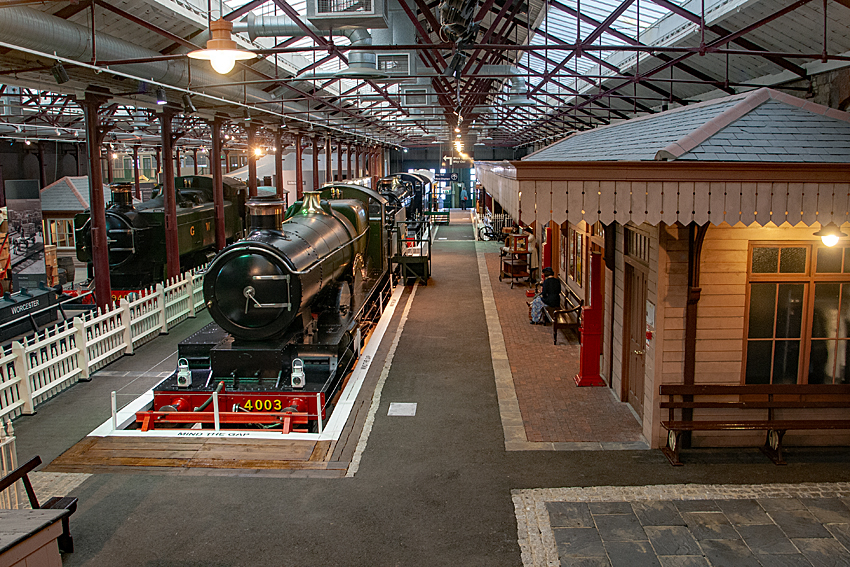
Scène de gare avec GWR 4003 Lode Star
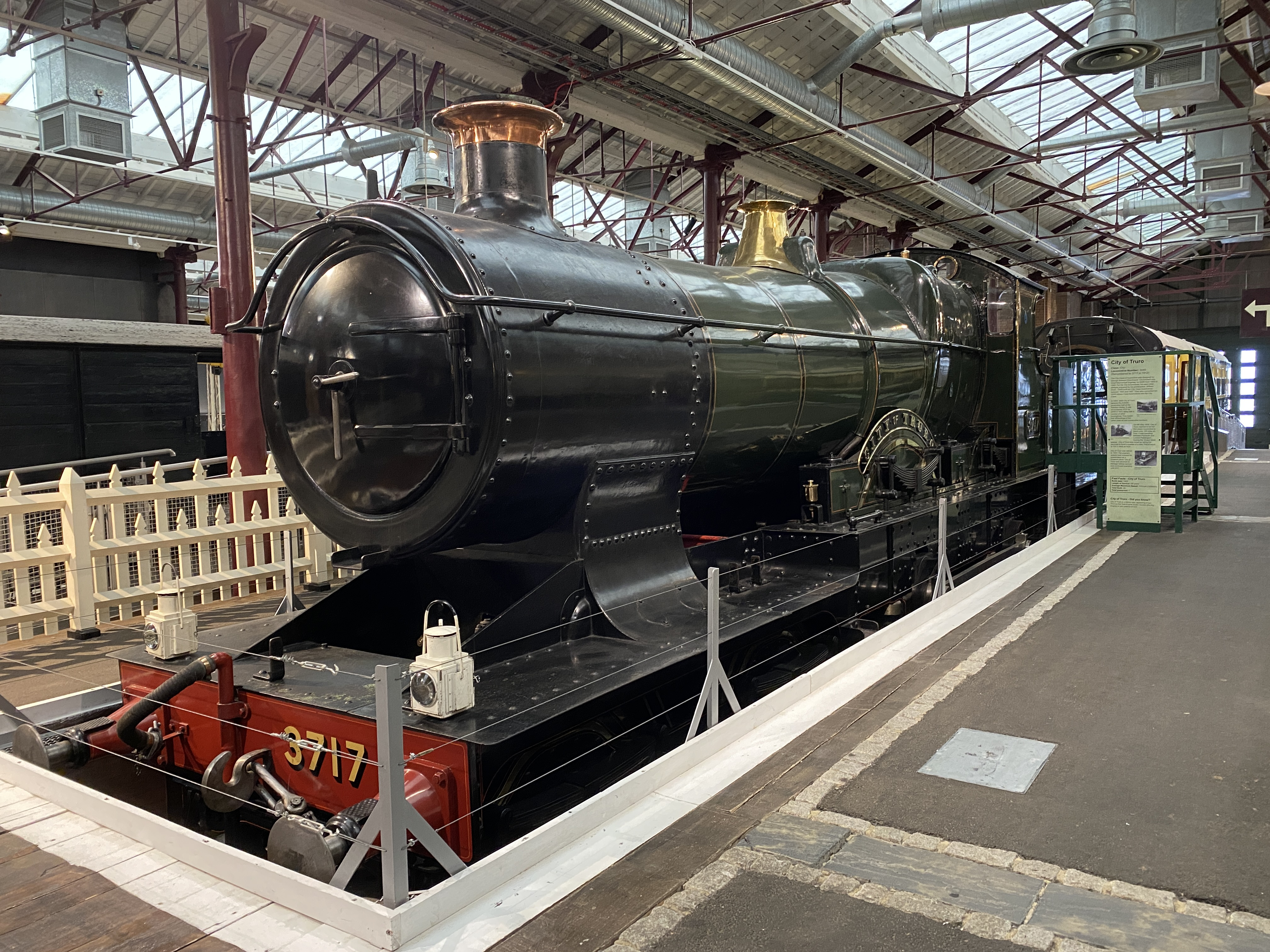
GWR 3700 Class 3440 City of Truro
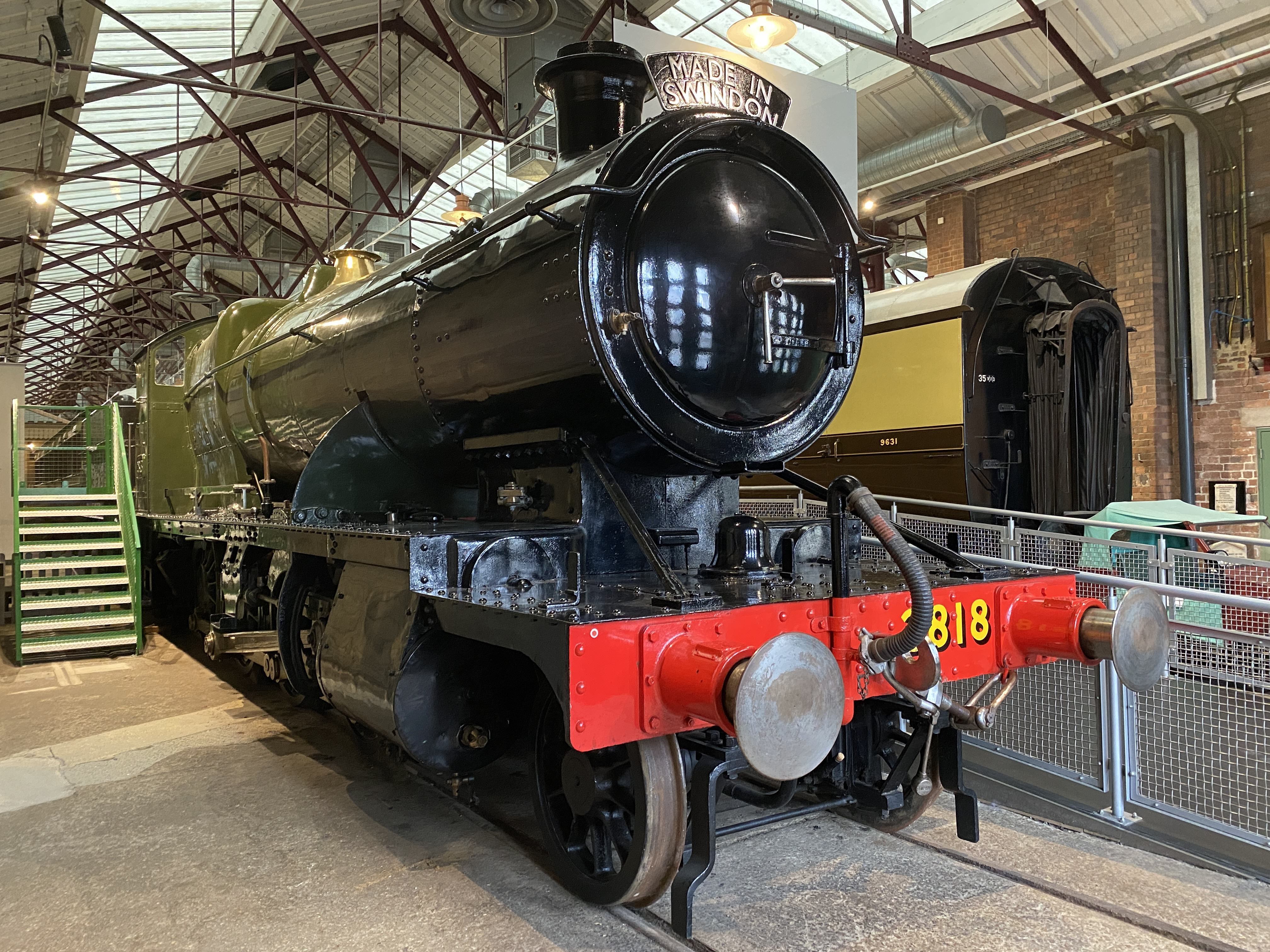
Locomotive GWR 2800 Class 2818

### Matériel roulant et équipements
Le musée présente également une petite collection de matériel roulant et d'équipement Great Western, notamment :

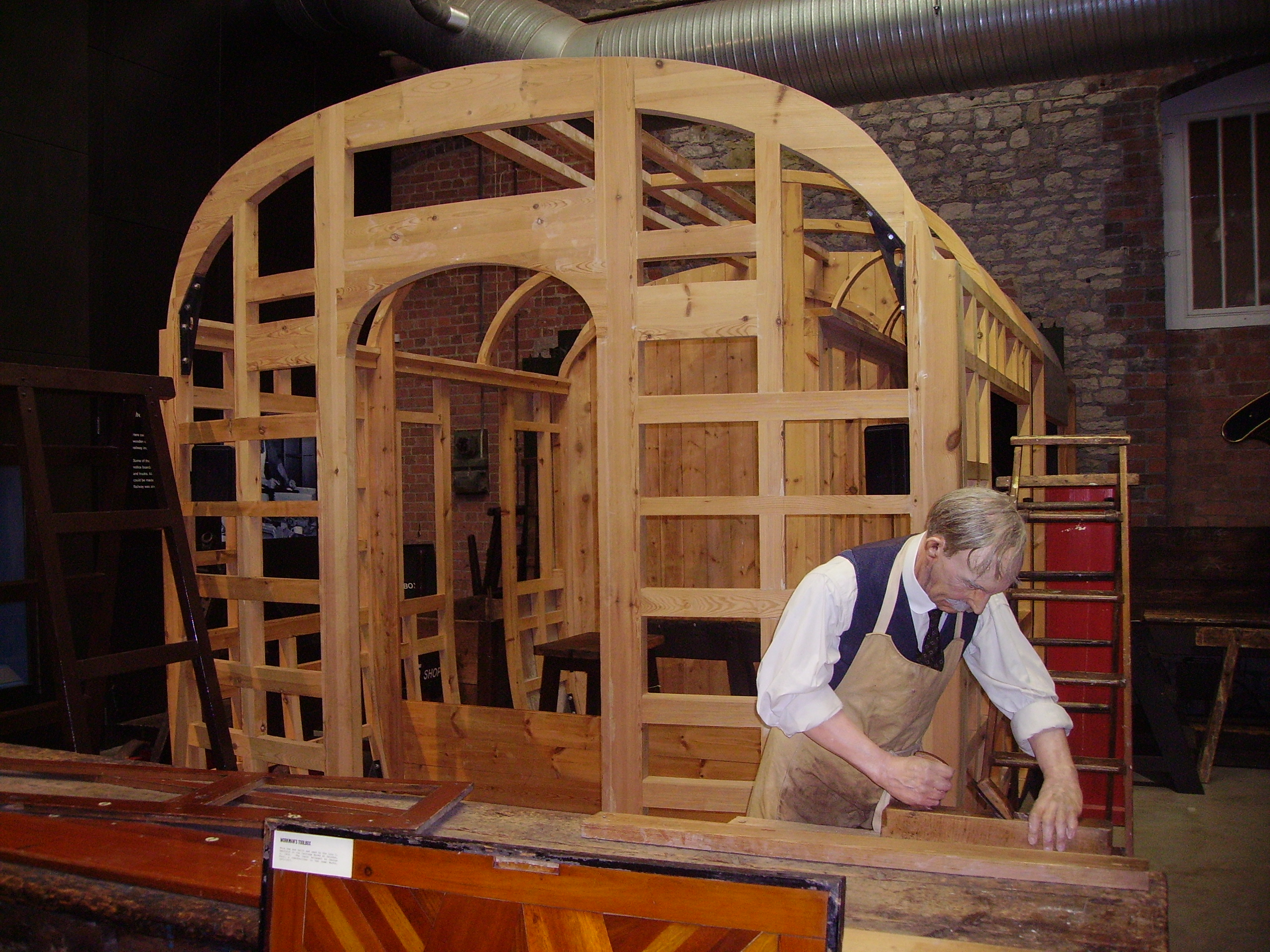
Bâtiment de transport
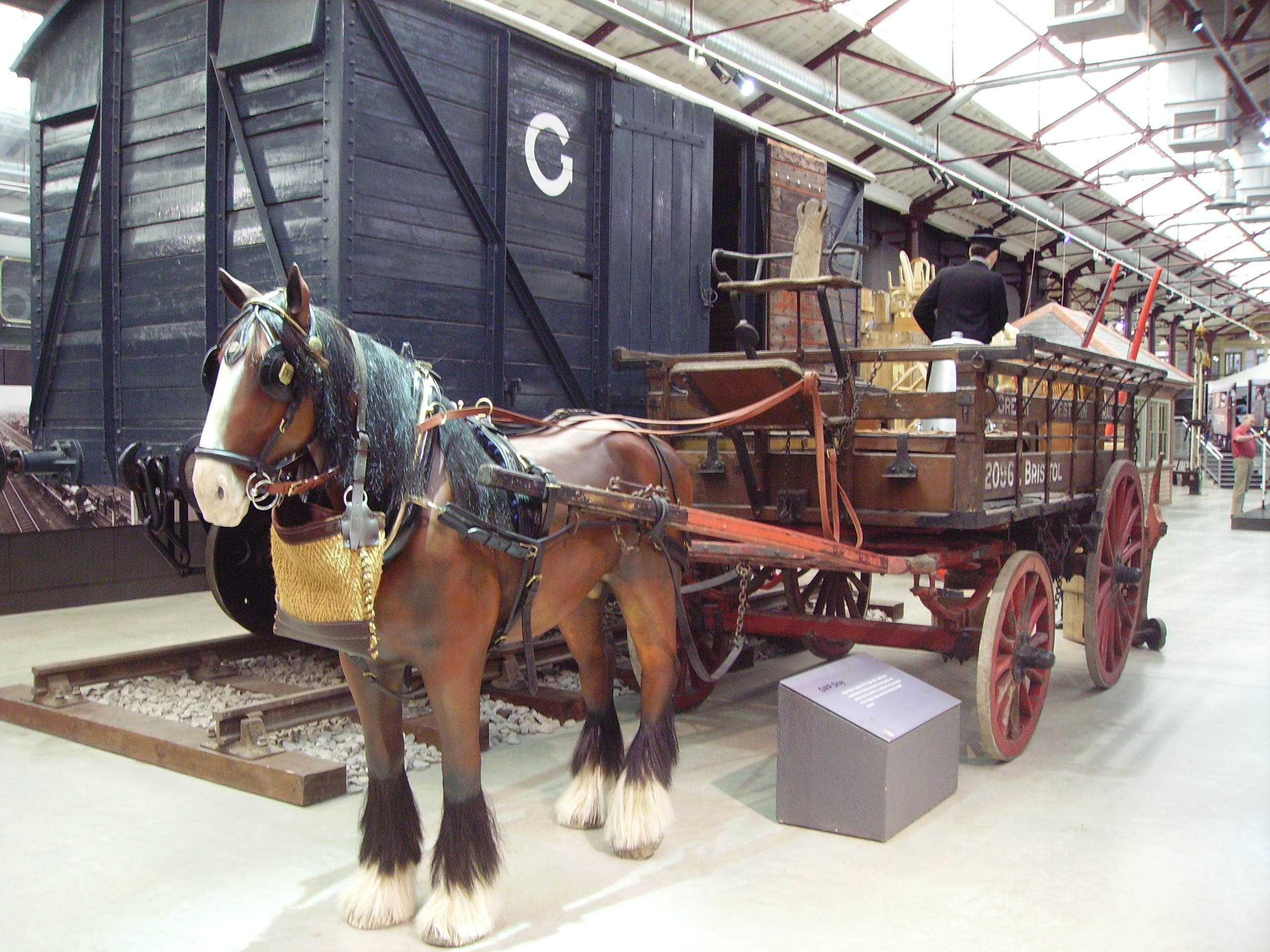
Chariot à chevaux
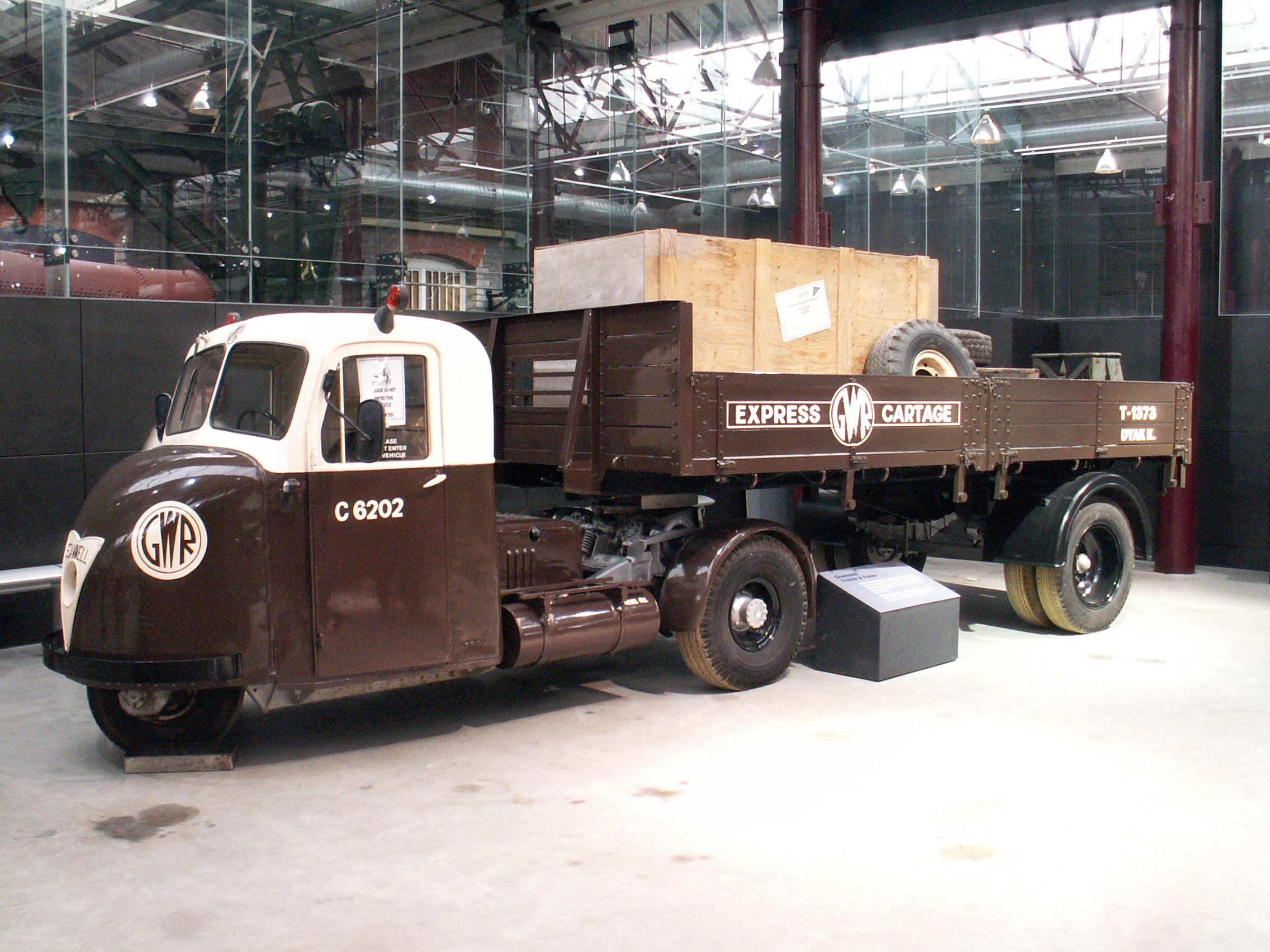
Scammell Scarab